# Garosyrrhoe luquei
Garosyrrhoe luquei är en kräftdjursart som beskrevs av Ortiz 1985. Garosyrrhoe luquei ingår i släktet Garosyrrhoe och familjen Synopiidae. Inga underarter finns listade i Catalogue of Life.